# Geneviève Massard-Guilbaud
 (juin 2024).
Geneviève Massard-Guilbaud, née en 1956, est une historienne française qui a contribué au développement de l’histoire environnementale en France et en Europe.

## Formation
Geneviève Massard-Guilbaud effectue des études d’histoire à l’université Lyon 2, qu’elle interrompt brièvement en 1976 pour travailler à l’usine. A la suite de cette expérience, elle s’inscrit en maîtrise d’histoire à l’Université de Lyon. Ses recherches portent d’abord sur les réseaux de soutien au FLN à Lyon, qu’elle approfondit lors de son DEA, avant de réorienter son sujet vers l’immigration algérienne en France. Sous la direction d’Yves Lequin, professeur d’histoire contemporaine à l’université Lyon II, elle rédige une thèse portant sur les Algériens à Lyon entre la Première Guerre mondiale et 1936, qu’elle soutient en 1989. Cette histoire sociale et économique de la migration porte une attention particulière aux parcours et aux trajectoires des individus.

## Parcours professionnel et travaux

### De l'histoire sociale au "regard environnemental"
A la suite de sa soutenance, elle passe son CAPES et enseigne brièvement l’histoire-géographie en lycée à Lyon. En 1991, elle est élue maîtresse de conférences à l’Université Blaise Pascal de Clermont-Ferrand, où elle enseigne jusqu’en 2005.
Dans un premier temps, elle poursuit ses recherches sur l’immigration algérienne en France, qu’elle réoriente, en raison de la guerre civile et de la difficulté d’accéder aux archives, vers l’histoire du droit de nationalité et des pratiques de naturalisation, tout en continuant de questionner les parcours individuels. En raison de la destruction du fonds d’archives étudié, elle dirige ses recherches vers l’histoire urbaine et l’étude d’un quartier de Clermont-Ferrand. En étudiant le quartier de la gare, elle découvre des pétitions, articles et manifestations protestant contre l’établissement et les nuisances d’une usine de fabrication de sulfate d’alumine et d’alun, en raison des émanations pestilentielles et des pollutions générées par cette production. Ces travaux amorcent plusieurs années de recherche en histoire urbaine et histoire environnementale, qui mettent en lumière différentes problématiques autour des pollutions industrielles alors bien peu explorées dans l’historiographie francophone. Si elle se consacre dans un premier temps à l’étude approfondie du décret du 15 octobre 1810 et à ses évolutions, Geneviève Massard-Guilbaud considère l’histoire environnementale comme un « regard », qui permet de questionner différemment l’histoire urbaine, économique et sociale, qui restent au centre de ses recherches. Alors que l’histoire des pollutions est balbutiante, débutée par quelques chercheurs et chercheuses au sein du CNAM, ses travaux apparaissent novateurs et ouvrent de nouvelles perspectives en histoire environnementale.

### Des réseaux internationaux porteurs
Entre la fin des années 1990 et le début des années 2000, Geneviève Massard-Guilbaud développe ces recherches en s’inscrivant dans un contexte international dynamique et porteur. Lors de la préparation de son habilitation à diriger des recherches, portant sur la pollution industrielle, elle anime notamment avec Christoph Bernhardt, professeur d’histoire à l’université de Berlin, des « tables rondes internationales pour l'histoire de l'environnement urbain ». Celles-ci donnent lieu à plusieurs publications, en français et en anglais. En outre, Geneviève Massard-Guilbaud participe au premier Congrès de l’European Society for Environmental History en 2001, où la France est assez peu représentée malgré la perception des apports des historiens des Annales à ce champ de recherche à l’étranger. Elle intègre rapidement le bureau de la Société, dont elle devient la présidente de 2007 à 2011. Elle contribue ainsi à la visibilité des recherches en histoire environnementale en France à l’échelle internationale, alors que celle-ci se structure progressivement dans l’espace francophone.

### Contribution à la structuration de l'histoire environnementale en France
A la suite de son habilitation à diriger des recherches, soutenue en 2003 à l’Université Lyon 2, dont le mémoire est intitulé « De l’immigration à l’environnement, un itinéraire en histoire sociale urbaine », Geneviève Massard-Guilbaud est élue directrice d’études à la chaire d’histoire environnementale, économique et sociale du monde contemporain à l’EHESS. Elle y poursuit ses recherches sur l’histoire des pollutions (son mémoire d’habilitation est publié en partie en 2010 dans l’ouvrage Histoire de la pollution industrielle. France, 1789-1914), qu’elle élargit ensuite à l’histoire de l’énergie et à celle de la justice environnementale, tout en contribuant à la structuration institutionnelle de l’histoire environnementale en France.
Elle initie en 2006 un séminaire regroupant les historiens du groupe d’histoire des forêts, initié par Andrée Corvol, ceux du groupe d’histoire des zones humides et ceux des tables-rondes internationales de l’environnement urbain, contribuant à développer le dialogue entre différents projets concernant l’histoire environnementale en France. Ces échanges aboutissent en 2008 à la création du Réseau Universitaire des Chercheurs en Histoire Environnementale (RUCHE), dont elle est la première présidente.
En 2010, elle initie sous le patronage du CNRS (Institut des Sciences Humaines et Sociales, Institut Ecologie et Environnement) un Réseau Thématique Pluridisciplinaire sur l’histoire de l’environnement, pour favoriser le dialogue entre chercheurs et chercheuses des sciences humaines et sociales et des sciences du vivant. Malgré les difficultés à établir un dialogue fructueux entre les différentes disciplines, cela contribue à accroître la visibilité de ce champ de recherche en France.

## Publications (sélection)
- Mathis Charles-François, Massard-Guilbaud Geneviève (dir.), Sous le soleil : systèmes et transitions énergétiques du Moyen-Age à nos jours, Paris, éditions de la Sorbonne, 2019.
- Fournier Patrick, Massard-Guilbaud Geneviève, Aménagements et environnement : perspectives historiques, Rennes, PUR, 2018 (2016).
- Massard-Guilbaud Geneviève, Mosley Stephen (eds.), Common ground : integrating the social and environmental history, Newcastle upon Tyne, Cambridge Scholars Pub., 2011.
- Massard-Guilbaud Geneviève, Rodger Richard (eds.), Environmental and Social Justice in the City : historical perspectives, Cambridge, The White Horse Press, 2011.
- Massard-Guilbaud Geneviève, Histoire de la pollution industrielle : France, 1789-1914, Paris, EHESS, 2010.
- Schott Dieter, Luckin Bill, Massard-Guilbaud Geneviève (eds.), Resources of the City : contributions to an environmental history of Modern Europe, Ashgate, 2005.
- Bernhardt Christoph, Massard-Guilbaud Geneviève (dir.), Le démon moderne : la pollution dans les sociétés urbaines et industrielles d’Europe, Clermont-Ferrand, Presses Universitaires Blaise Pascal, 2002.
- Massard-Guilbaud Geneviève, PLATT Harold L. SCHOTT Dieter (eds.), Cities and catastrophes : coping with Emergency in European History, Frankfurt am Main, P. Lang, 2002.
- Massard-Guilbaud Geneviève, Des Algériens à Lyon, de la Grande Guerre au Front Populaire, Lille, Atelier national de reproduction des thèses, 1989.